# Капитол Хајтс (Мериленд)
Капитол Хајтс (енгл. Capitol Heights) град је у америчкој савезној држави Мериленд.

## Демографија
По попису из 2010. године број становника је 4.337, што је 199 (4,8%) становника више него 2000. године.
| Група             | 2000.         | 2010.         |
| Белци             | 196 (4,7%)    | 110 (2,5%)    |
| Афроамериканци    | 3.842 (92,8%) | 3.958 (91,3%) |
| Азијати           | 15 (0,4%)     | 5 (0,1%)      |
| Хиспаноамериканци | 36 (0,9%)     | 233 (5,4%)    |
| Укупно            | 4.138         | 4.337         |